# (36508) 2000 QP68
2000 QP68 (asteroide 36508) é um asteroide da cintura principal. Possui uma excentricidade de 0.04631370 e uma inclinação de 3.19921º.
Este asteroide foi descoberto no dia 27 de agosto de 2000 por Korado Korlević em Visnjan.